# Tom Van Herreweghe
Tom Van Herreweghe (Gent, 16 januari 1968) is een Belgisch voormalig politicus voor de CVP en vervolgens NCD.

## Levensloop
Van Herreweghe groeide op als enig kind is een gezin van zelfstandige electro-verkopers te Buggenhout. Hij studeerde Latijn-Grieks aan het Heilige Maagd College in Dendermonde en volgde nadien studies Toegepaste Economische Wetenschappen aan de KU Leuven. Hij studeerde af met onderscheiding in 1990 en werd geselecteerd als een van de eerste Erasmus-studenten vanuit Leuven. Vervolgens studeerde hij zes maand in Poitiers en vervoleindigde een MBA in Leuven.
Hij was organist in de Sint-Gertrudiskerk in Vlassenbroek sinds zijn 12e, was lid van KSA, turngilde Nut en Vermaak, the Real Music Band, koninklijke fanfare Sint-Isidorus en speelplein Spelemee waar hij jarenlang een bestuursfunctie vervulde en de 'Strandfuiven' organiseerde. Tevens was hij ook 10 jaar lang dirigent van het Sint-Vincentiuskoor in Buggenhout en was oprichter en 20 jaar dirigent van jeugdkoor Cantico.
Tom Van Herreweghe werd in 1994 gekozen als gemeenteraadslid in Buggenhout (809 voorkeurstemmen op een 14e plaats op de kieslijst). Vervolgens werd hij voorgedragen als schepen van Jeugd, Cultuur, Milieu en Ruimtelijke ordening. In 2000 won Tom met de katholieke scheurlijst Nieuwe Christen-Democraten (NCD), gesteund door het ACW, de verkiezingen en werd burgemeester van de gemeente Buggenhout sinds 1 januari 2001. Hij werd als burgemeester herbevestigd na de verkiezingen van 2006 en 2012. Van Herreweghe stelde zich niet opnieuw verkiesbaar bij de gemeenteraadsverkiezingen van 2018.